# Rendez-Vous (Jean-Michel Jarre)
Rendez-Vous is een album van de Franse musicus en producer Jean-Michel Jarre. Het is zijn vijfde reguliere studioalbum en werd uitgebracht in 1986. Van het album werden ongeveer drie miljoen exemplaren wereldwijd verkocht. De saxofoonpartij van het laatste nummer op het album zou gespeeld worden door astronaut Ron McNair vanuit de ruimte. Echter, op 28 januari 1986 verongelukte hij met het hele Challenger-team. De shuttle explodeerde 73 seconden na het opstijgen. Op het album wordt de saxofoonpartij gespeeld door Pierre Gossez.
In april 1986 gaf Jarre een openluchtconcert in Houston, Texas: Rendez-Vous Houston. Het 150-jarig jubileum van Texas en het 25-jarig jubileum van de NASA werd gevierd. Na de Challenger-ramp werd het concert echter eveneens een eerbetoon aan de omgekomen astronauten. De show trok een publiek van 1,3 miljoen mensen, een wereldrecord. Dit concert was Jarres tweede binnenkomst in het Guinness Book of Records voor het grootste aantal toeschouwers bij een openluchtconcert, na zijn concert op de Place de la Concorde in 1979 met 1 miljoen toeschouwers.
In oktober 1986 gaf Jarre in zijn geboorteplaats Lyon het concert Rendez-Vous Lyon om het bezoek van Paus Johannes Paulus II aan de stad te vieren.

## Tracklist
1. "First Rendez-Vous" – 2:54
2. "Second Rendez-Vous" – 10:55
3. "Third Rendez-Vous" – 3:31
4. "Fourth Rendez-Vous" – 3:57
5. "Fifth Rendez-Vous" – 7:41
6. "Last Rendez-Vous: Ron's Piece" – 6:04

### Alternatieve tracklist
Vroege edities van het album bevatten een iets andere indeling. De nummers Second Rendez-Vous en Fifth Rendez-Vous zijn hier gesplitst in delen. Ook de tijdsduur is iets anders.
1. "First Rendez-Vous" – 2:53
2. "Second Rendez-Vous: Part I" – 2:35
3. "Second Rendez-Vous: Part II" – 3:16
4. "Second Rendez-Vous: Part III" – 2:18
5. "Second Rendez-Vous: Part IV" – 2:42
6. "Third Rendez-Vous" – 3:30
7. "Fourth Rendez-Vous" – 3:57
8. "Fifth Rendez-Vous: Part I" – 2:58
9. "Fifth Rendez-Vous: Part II" – 1:12
10. "Fifth Rendez-Vous: Part III" – 3:45
11. "Last Rendez-Vous: Ron's Piece" – 5:47

## Personeel
- Jean-Michel Jarre – Seiko DS-250, Elka Synthex, Moog synthesizer, Roland JX 8P, Fairlight CMI, E-mu Emulator II, Eminent 310U, EMS Synthi AKS, Laser Harp, RMI Harmonic Synthesizer, Oberheim OB-X, Yamaha DX100, Matrisequencer, Roland TR-808, Linn 9000, Sequential Circuits Prophet-5, Casio CZ 5000, ARP 2600
- Michel Geiss – ARP 2600, Eminent BV, Matrisequencer, Roland TR-808
- Dominique Perrier – Memorymoog
- Joe Hammer – E-mu Drumulator, percussie
- David Jarre – Baby Korg persoonlijk keyboard op "Fifth Rendez-Vous (Part II)"
- Pierre Gossez – Saxofoon  op "Last Rendez-Vous (Ron's Piece)"
- Het koor van Radio France, onder leiding van Sylvain Durand – vocale muziek op "Second Rendez-Vous"

## Hitnoteringen
Het album was populair in Zwitserland, Oostenrijk, Zweden en Nieuw-Zeeland, maar de kroon spande het Verenigd Koninkrijk met 38 weken notering met een negende plaats als hoogste.

### NederlandseAlbum Top 100
| Hitnotering: 12-4-1986 t/m 2-8-1986 | Hitnotering: 12-4-1986 t/m 2-8-1986 | Hitnotering: 12-4-1986 t/m 2-8-1986 | Hitnotering: 12-4-1986 t/m 2-8-1986 | Hitnotering: 12-4-1986 t/m 2-8-1986 | Hitnotering: 12-4-1986 t/m 2-8-1986 | Hitnotering: 12-4-1986 t/m 2-8-1986 | Hitnotering: 12-4-1986 t/m 2-8-1986 | Hitnotering: 12-4-1986 t/m 2-8-1986 | Hitnotering: 12-4-1986 t/m 2-8-1986 | Hitnotering: 12-4-1986 t/m 2-8-1986 | Hitnotering: 12-4-1986 t/m 2-8-1986 | Hitnotering: 12-4-1986 t/m 2-8-1986 | Hitnotering: 12-4-1986 t/m 2-8-1986 | Hitnotering: 12-4-1986 t/m 2-8-1986 | Hitnotering: 12-4-1986 t/m 2-8-1986 | Hitnotering: 12-4-1986 t/m 2-8-1986 | Hitnotering: 12-4-1986 t/m 2-8-1986 |
| Week:                               | 1                                   | 2                                   | 3                                   | 4                                   | 5                                   | 6                                   | 7                                   | 8                                   | 9                                   | 10                                  | 11                                  | 12                                  | 13                                  |                                     | 14                                  | 15                                  |                                     |
| ----------------------------------- | ----------------------------------- | ----------------------------------- | ----------------------------------- | ----------------------------------- | ----------------------------------- | ----------------------------------- | ----------------------------------- | ----------------------------------- | ----------------------------------- | ----------------------------------- | ----------------------------------- | ----------------------------------- | ----------------------------------- | ----------------------------------- | ----------------------------------- | ----------------------------------- | ----------------------------------- |
| Positie:                            | 57                                  | 15                                  | 12                                  | 17                                  | 15                                  | 16                                  | 20                                  | 26                                  | 38                                  | 54                                  | 51                                  | 52                                  | 50                                  | x                                   | 57                                  | 62                                  | uit                                 |